# Belmira

Bandeira de Belmira.

Localização de Belmira, no departamento de Antioquia.

Belmira é uma cidade e município da Colômbia, no departamento de Antioquia. Está localizada na Cordilheira Central dos Andes, a 2.550 metros acima do nível do mar. A economia de Belmira se baseia na criação de gado para fins leiteiros, no cultivo de batata e na piscicultura.
Símbolos Municipais
O escudo é composto por desenhos que representam os morros, o carvalho como árvore carro-chefe do Município, há também o rio Chico, o gado, as minas de ouro e o carvão. No seu interior tem uma legenda que diz: UNIÃO E TRABALHO. Esses desenhos vão dentro de uma panela de mineração, para representar a mineração como uma das linhas mais importantes do passado.
A bandeira é formada por três faixas horizontais de tamanhos iguais, assim: a superior é amarela, a do centro é branca e a outra é preta, cores também escolhidas para representar a economia assim: a faixa amarela representa o Ouro explorado em um em grande escala na época da conquista, o branco representa a produção de laticínios e o preto representa a produção de carvão vegetal, que estava muito em voga na década de 1950.